# Fereastră
Fereastra este elementul arhitectural utilizat în construcții, având o deschizătură de formă regulată, care este lăsată în peretele unei clădiri pentru a permite să intre aerul și lumina. În afara ferestrelor comune ale clădirilor și structurilor arhitecturale, pot avea ferestre și diferite mijloace de transport, așa cum sunt autovehiculele, trenurile și aeronavele.
În trecut, în locuințele rurale din România, în loc de sticlă se folosea vezica urinară a porcului sau cu o bucată de hîrtie unsă cu ulei. Primii de care se știe că foloseau sticlă pentru ferestre sunt romanii, o thenologie produsă probabil în Egiptul Roman, în Alexandria, aproximativ 100 d. Hr.. Ferestrele de hârtie erau economice și larg răspândite în China, Japonia și Coreea. În Anglia, sticla a devenit comună pentru feresterele caselor obișnuite de la începutul secolului 17